# Diplectrona lyella
Diplectrona lyella är en nattsländeart som beskrevs av Arturs Neboiss 1977. Diplectrona lyella ingår i släktet Diplectrona och familjen ryssjenattsländor. Inga underarter finns listade i Catalogue of Life.